# 만화 혐한류
《만화 혐한류》(일본어: マンガ嫌韓流 만가 겐칸류[*], ISBN 4-88380-478-X)는 일본 작가인 야마노 샤린(山野車輪)의 만화책이다. 2005년 7월 26일 신유샤(晋遊舍, Shinyusha Co., Ltd.)에서 출판했다.
독도, 한일 병합, 역사교과서 문제 등에 대해 일본 극우주의를 중심으로 한 왜곡된 주장을 중심으로 그려졌다.

## 내용
한국인의 성격과 사실에 대한 왜곡으로 한국을 폄훼하면서 작가는 '한국인이 한일 관계와 역사에 대한 거짓을 꾸며내고 있고, 일본 언론은 이를 들춰내는 것을 꺼리고 있으며, 많은 사람들이 이를 알아야 한다'고 독자들에게 주장한다. 니시오 간지(西尾幹二), 니시무라 고유(西村幸祐), 오쓰키 타카히로(大月隆寛), 시모조 마사오(下條正男) 등 일본의 저명한 보수 논객으로부터 기고받은 칼럼이 실려 있다.

## 주장
만화 혐한류에서 언급된 대표적인 주장은 다음과 같다.
- '대한민국의 2002년 월드컵 4강 진출에는 심판의 오심이 결정적이었다'라는 왜곡된 주장을 한다.
- '한일 합병 조약은 합법적이었으며, 일제강점기에는 일본인과 조선인이 평화롭게 공존했다. 전후 일본인이 한반도에 남겨놓은 자산과 한일 기본 협정 당시 배상 문제가 끝났기 때문에 일본은 더 이상 한국에게 사죄와 보상을 할 필요가 없다'라는 왜곡된 주장을 한다.
- '대한민국은 검도와 유도 등 일본의 문화를 모방하여 자국을 종주국이라 우기고 있다거나 일본의 애니메이션 등을 모방하고 있다'라는 왜곡된 주장을 한다.
- '한글 전용은 한국인들의 지나친 한글 우월주의 때문에 채택되었을 뿐 실제로는 국한문 혼용보다 불편하며, 한국인들이 한자를 배우지 않기 때문에 옛 사료를 읽을 수 없어 한일 양국간의 제대로 된 역사를 인식하지 못하는 것이다'라는 왜곡된 주장을 한다.
- '재일 한국인은 정치적으로 부당한 대우를 받고 있지 않으며, 그들이 일본에 참정권을 갖는 것은 부당하다'라는 왜곡된 주장을 한다.
- 대한민국은 독도를 국제법상 부당하게 점유하고 있다'라는 왜곡된 주장을 한다.

## 이 책을 둘러싼 움직임
- 발매 결정이 발표된 직후부터 인터넷의 개인 블로그나 전자 게시판 등에서 이 책을 지지하는 사람들에 의해 급속히 화제가 되어 《혐한류》의 예약과 구입을 호소하는 운동이 전개되었다. 일본내 인터넷 서적 판매 1위 기업인 아마존 재팬이 예약판매를 개시하자 그 예약 수만으로 판매순위 1위가 되었다. 이 사실은 그 다음날 조선일보·동아일보·중앙일보·연합뉴스·서울방송 등의 한국 매스컴에 일제히 다루어져 출판사에까지 한국 언론이 취재를 위해 달려왔다. 하지만 이 날은 출판사의 정기 휴일이었기 때문에 취재는 실패했다.
- 2005년 7월 26일자 도쿄 스포츠 신문에서 아사히 신문·요미우리 신문·산케이 신문 등 대형 신문사가 《혐한류》의 광고 게재를 거부했다고 보도되었다. 하지만, 석간 후지 등 스포츠 신문에는 광고가 게재되었다.
- 《혐한류》가 발매된 1주간의 매상이 서적 매상 1위가 된 이유인지, 아사히 신문에서 게재하고 있던 Amazon.co.jp의 판매 순위에는 “※만화책은 제외합니다”라는 문구가 게재되었다. 그러나 아사히 신문에 게재하고 있던 순위에서 《신고마니즘 선언 스페셜 정국론》은 여전히 올라와 있었다.
- “혐한열파를 후려갈겨라!!”라고 하는 구호와 함께 라쿠텐 시장의 인터넷 통신판매 사이트에서 해당 책을 태우기를 호소하는 인물이 출현했다. 해당 사이트에서는 2005년 8월 17일 현재도 분서를 계속 호소하고 있다.
- 인터넷의 게시판 등에서 “일부의 좌익계 운동가나 재일 조선인 등이 출판사에 들어닥치거나 항의 전화를 하자는 등의 방해 행위를 호소하고 있다”, “서점에 따라서는 재일 및 좌익단체에 의한 항의를 우려하여 매장에 전시하지 않고 창고에 두고 있다”, “눈에 띄게 진열을 하고 있던 점포에 밀어닥쳐 항의한 적이 있다” 등 근거없는 소문과 정보가 돌아다녔다.
- 2005년 8월 9일 총 발행부수 20만 부 기록(광고에서는 "7일 만에 20만 부 돌파")
- 2005년 9월 총 발행부수 30만 부 기록(신유샤 웹사이트 발표)
- 2009년 4월 현재 총 발행부수는 90만 부 기록(《만화 혐한류 4》의 띠에 언급됨)

## 비슷한 책
- 조지 아키야마·코붕유 - 《マンガ中国入門やっかいな隣人の研究》(飛鳥新社, ISBN 487031682 X)

중화인민공화국에 도착하고, 주로 비판하는 입장에서 쓴 만화이다. 2005년 8월 6일 발행했다. 2005년 9월 22일 현재 18만부 발행
- 코바야시 요시노리 - 《신고마니즘 선언 SPECIAL정국론》(겐도샤, ISBN 434401023 X)

## 같이 보기
- 일본의 우익단체
- 네토우요
- 만화 혐중국류
- 혐일류
- 잃어버린 10년 (일본)
- 잃어버린 20년
- 잃어버린 30년